# Die Gedanken sind frei
Die Gedanken sind frei ist ein deutsches Volkslied über die Gedankenfreiheit. Während der ursprüngliche Text wohl vor 1800 entstanden ist, gehen heutige Fassungen auf die 1842 durch August Heinrich Hoffmann von Fallersleben geschaffene Version zurück.

## Textgeschichte

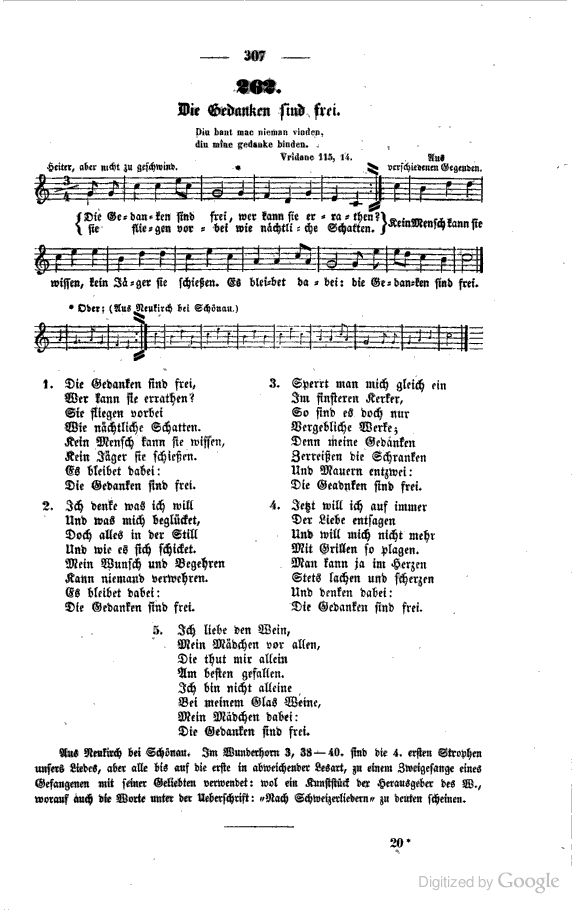
Melodie und Text, aus: Schlesische Volkslieder mit Melodien: Aus dem Munde des Volkes von August Heinrich Hoffmann von Fallersleben, Ernst Heinrich Leopold Richter, S. 307; Veröffentlicht: Breitkopf & Härtel, 1842

Die Entstehung des Liedes wird kurz vor 1800 vermutet. Ludwig Erk bezieht sich im Deutschen Liederhort auf Liedflugschriften als Quellen, die er ohne nähere Angaben auf den Zeitraum um 1780 bis 1800 datiert. Im Zeitraum zwischen 1810 und 1820 entstand die Melodie dazu, und das Lied wurde in der Sammlung Lieder der Brienzer Mädchen in Bern gedruckt. Im Jahr 1842 wurde das Lied in Schlesische Volkslieder von August Heinrich Hoffmann von Fallersleben und Ernst Heinrich Leopold Richter veröffentlicht, diese letzte Version stammt von Hoffmann von Fallersleben. Die grundlegende Philosophie ist bereits aus der Antike bekannt. Das Kernmotiv des späteren Liedtextes findet sich schon im 13. Jahrhundert unter anderem bei Freidank (Bescheidenheit, 1229)
diu bant mac nieman vinden,

diu mîne gedanke binden.

man vâhet wîp unde man,

gedanke niemen gevâhen kan
Das Band kann niemand finden,

das meine Gedanken bindet.

Man fängt Weib und Mann,

Gedanken niemand fangen kann.
und Walther von der Vogelweide (joch sint iedoch gedanke frî – Sind doch Gedanken frei).
Später wurde dem ursprünglich vierstrophigen Lied eine weitere Strophe hinzugefügt.

## Text

### Überlieferte Versionen
| Heute verbreitete Fassung | Fassung um 1800 | Fassung von 1856/1865 |
| --- | --- | --- |
| 1. Die Gedanken sind frei, wer kann sie erraten, sie fliehen vorbei wie nächtliche Schatten. Kein Mensch kann sie wissen, kein Jäger erschießen, es bleibet dabei: die Gedanken sind frei. 2. Ich denke, was ich will, und was mich beglücket, doch alles in der Still, und wie es sich schicket. Mein Wunsch und Begehren kann niemand verwehren, es bleibet dabei: die Gedanken sind frei. 3. Ich liebe den Wein, mein Mädchen vor allen, sie tut mir allein am besten gefallen. Ich bin nicht alleine bei meinem Glas Weine, mein Mädchen dabei: die Gedanken sind frei. 4. Und sperrt man mich ein im finsteren Kerker, das alles sind rein vergebliche Werke; denn meine Gedanken zerreißen die Schranken und Mauern entzwei: die Gedanken sind frei. 5. Drum will ich auf immer den Sorgen entsagen und will mich auch nimmer mit Grillen mehr plagen. Man kann ja im Herzen stets lachen und scherzen und denken dabei: die Gedanken sind frei. | 1. Beleget den Fuß Mit Banden und mit Ketten Daß von Verdruß Er sich kann nicht retten, So wirken die Sinnen, Die dennoch durchdringen. Es bleibet dabei: Die Gedanken sind frei. 2. Die Gedanken sind frei Wer kann sie erraten? Sie fliehen vorbei Wie nächtliche Schatten; Kein Mensch kann sie wissen, Kein Kerker verschließen Wer weiß, was es sei? Die Gedanken sind frei. 3. Ich werde gewiß Mich niemals beschweren, Will man mir bald dies, Bald jenes verwehren; Ich kann ja im Herzen Stets lachen und scherzen; Es bleibet dabei: Die Gedanken sind frei 4. Ich denk was ich will und was mich erquicket, Und das in der Still Und wenn es sich schicket; Mein Wunsch und Begehren Kann Niemand mir wehren; Wer weiß was es sei? Die Gedanken sind frei. 5. Wird gleich dem Gesicht Das Sehen versaget, So werd ich doch nicht Von Sorgen geplaget. Ich kann ja gedenken, Was soll ich mich kränken? Es bleibet dabei: Die Gedanken sind frei. 6. Ja fesselt man mich Im finsteren Kerker, So sind doch das nur Vergebliche Werke. Denn meine Gedanken Zerreißen die Schranken Und Mauern entzwei: Die Gedanken sind frei. | 1. Die Gedanken sind frei, Wer kann sie errathen? Sie rauschen vorbei Wie nächtliche Schatten. Kein Mensch kann sie wißen, Kein Jäger sie schießen. Es bleibet dabei: Die Gedanken sind frei. 2. Ich denke was ich will Und was mich beglücket, Doch alles in der Still Und wie es sich schicket. Mein Wunsch und Begehren Kann niemand verwehren. Es bleibet dabei: Die Gedanken sind frei. 3. Und sperrt man mich ein Im finsteren Kerker, Das alles sind rein Vergebliche Werke; Denn meine Gedanken Zerreißen die Schranken Und Mauern entzwei: Die Gedanken sind frei. 4. Nun will ich auf immer Den Sorgen entsagen, Und will mich auch nimmer Mit Grillen mehr plagen. Man kann ja im Herzen Stets lachen und scherzen Und denken dabei: Die Gedanken sind frei. 5. Ich liebe den Wein, Mein Mädchen vor allen, Die thut mir allein Am besten gefallen. Ich sitz nicht alleine Bei einem Glas Weine, Mein Mädchen dabei: Die Gedanken sind frei. |

1. ↑  verbreitete Textvariante auch: „fliegen“
2. ↑  verbreitete Textvariante auch: „mit Pulver und Blei,“
3. ↑  Das Wort „Grillen“ in der fünften Strophe ist eine alte Bezeichnung für trübe Gedanken. Grille. II. B. 4. In: Jacob Grimm, Wilhelm Grimm (Hrsg.): Deutsches Wörterbuch. Band 9: Greander–Gymnastik – (IV, 1. Abteilung, Teil 6). S. Hirzel, Leipzig 1935, Sp. 322–323 (woerterbuchnetz.de).

### Literarische Aufnahme: Des Knaben Wunderhorn
Unter dem Titel „Lied des Verfolgten im Turm“ (Nach Schweizerliedern) fand das Lied auch Aufnahme in den dritten Teil der 1806/08 von Achim von Arnim und Clemens Brentano herausgegebenen Volksliedsammlung Des Knaben Wunderhorn. Der Text wurde in dieser Fassung zu einem Zwiegespräch zwischen dem Gefangenen und einem Mädchen ausgeweitet, indem zwischen die ursprünglichen vier Strophen des Gefangenen jeweils eine weitere in einem anderen Strophenschema eingeschoben wurde. Der Text in dieser Fassung wurde (vermutlich von Brentano) aus zwei verschiedenen Vorlagen zusammengefügt: Die Strophen des Gefangenen sind dem Lied Beleget den Fuß mit Banden aus dem Druck Sieben sehr schöne neue Lieder (um 1800) entnommen; die Textteile des Mädchens einer Flugschrift, die Arnim vermutlich aus der Schweiz mitbrachte.
| Der Gefangene Die Gedanken sind frei Wer kann sie erraten? Sie rauschen vorbei Wie nächtliche Schatten. Kein Mensch kann sie wissen, Kein Jäger sie schießen; Es bleibet dabei, Die Gedanken sind frei. Das Mädchen Im Sommer ist gut lustig sein Auf hohen wilden Heiden, Dort findet man grün Plätzelein, Mein herzverliebtes Schätzelein, Von dir mag ich nicht scheiden. | Der Gefangene Und sperrt man mich ein Im finsteren Kerker, Dies alles sind nur Vergebliche Werke. Denn meine Gedanken Zerreißen die Schranken Und Mauern entzwei, Die Gedanken sind frei. Das Mädchen Im Sommer ist gut lustig sein Auf hohen wilden Bergen Man ist da ewig ganz allein, Man hört da gar kein Kindergeschrei, Die Luft mag einem da werden. | Der Gefangene So sei es, wie es will Und wenn es sich schicket, Nur alles in der Still; Und was mich erquicket, Mein Wunsch und Begehren Niemand kann’s mir wehren; Es bleibet dabei, Die Gedanken sind frei. Das Mädchen Mein Schatz, du singst so frühlich hier Wie’s Vögelein in dem Grase; Ich steh so traurig bei Kerkertür, Wär ich doch tot, wär ich bei dir, Ach, muß ich denn immer klagen. | Der Gefangene Und weil du so klagst Der Lieb ich entsage Und ist es gewagt, So kann mich nicht plagen, So kann ich im Herzen Stets lachen, bald scherzen; Es bleibet dabei, Die Gedanken sind frei. |

Diese Textfassung diente auch Gustav Mahler als Grundlage seiner 1898 entstandenen völligen Neuvertonung, die in seine Sammlung von Liedern aus Des Knaben Wunderhorn aufgenommen wurde.

### Kommersbuch
Das Lied wurde in der heute verbreiteten Textversion in das Allgemeine Deutsche Kommersbuch aufgenommen.

## Melodie
Die Melodie in der Fassung der Schlesischen Volkslieder von 1842 (siehe oben):

## Historische und politische Bedeutung
Immer wieder war das Lied in Zeiten politischer Unterdrückung oder Gefährdung Ausdruck für die Sehnsucht nach Freiheit und Unabhängigkeit.
Der Vater Sophie Scholls, Robert Scholl, wurde Anfang August 1942 wegen hitlerkritischer Äußerungen inhaftiert. Sophie Scholl stellte sich abends an die Gefängnismauer und spielte ihrem dort einsitzenden Vater auf der Blockflöte die Melodie vor.
Am 9. September 1948, auf dem Höhepunkt der Berlin-Blockade, hielt Ernst Reuter vor über 300.000 Berlinern vor der Ruine des Reichstagsgebäudes seine Rede, in der er an „die Völker der Welt“ appellierte, die Stadt nicht preiszugeben. Nach dieser Rede erklang spontan aus der Menge u. a. das Lied Die Gedanken sind frei. Auch in der tagespolitischen Auseinandersetzung gegen staatliche Überwachung und Restriktion wurde das Lied häufig gesungen.
1989 wurde während der friedlichen Revolution in der DDR das Lied von Mitgliedern der Dresdner Staatskapelle auf dem Theaterplatz in Dresden gespielt und von tausenden Demonstranten mitgesungen. Es war ein ergreifender Höhepunkt der damaligen historischen Ereignisse. Auch wurde es in der DDR in einigen Liederbüchern abgedruckt, gesungen und sogar neu getextet.
Auch 2013 hatte das Lied noch politische Relevanz, so strich der Leiter des Dresdner Kreuzchors das "Freiheitslied" aus dem Programm, um eine Konzertreise durch China nicht zu gefährden.

## Aktuelle Verwendung
- Eine Verballhornung des Liedes ist das Trinklied Die Getränke sind frei.[23]
- 1966 nahm der US-amerikanische Folksänger Pete Seeger eine englischsprachige Version des Liedes mit dem Titel Die Gedanken sind frei (Thoughts Are Free) für sein Album Dangerous Songs auf.
- 1971 wurde das Lied von den Schauspielern im amerikanischen Fernsehfilm The Birdmen gesungen.[24]
- 1972 sang Dean Reed dieses Lied in dem DEFA-Film Aus dem Leben eines Taugenichts.[25]
- 1976 nahm Leonard Cohen das Lied während seiner Deutschland-Tournee in sein Programm auf.
- Auf seinem 1978 erschienenen Album Das Einhorn veröffentlichte der Liedermacher Christof Stählin drei Strophen des Liedes, zu denen er noch zwei eigene hinzufügte.
- 1981 erschien von der Rockband KeinMenscH! unter gleichnamigem Titel eine assoziative Auseinandersetzung mit der Liedthematik Vertreibe Gedanken, denn auch sie sind nicht frei …, an deren Ende auch eine elektronisch verfremdete Chorversion von Die Gedanken sind frei erklingt.
- 1990 nahm die Sängerin Nena das Lied für ihre Schallplatte Komm lieber Mai … zusammen mit 22 Kinderliedern auf.
- In dem Film 23 – Nichts ist so wie es scheint aus dem Jahre 1998 wird das Lied von den beiden Hauptdarstellern während einer Zugfahrt angestimmt.
- 1998 nahm die Folk-Gruppe Siebenpfeiffer das Lied auf ihrer CD Singt das Lied der Freiheit in Deutsch, Englisch, Französisch und Italienisch auf.
- 2002 veröffentlicht die Folkpunk-Band Die Schnitter auf dem Album Fegefeuer eine Version des Liedes.
- Anfang 2005 veröffentlichte die New Yorker Musikgruppe Brazilian Girls auf ihrem gleichnamigen Album eine Version dieses Liedes.
- Seit dem Jahr 2005 nutzt der deutsche Internetdienstleister GMX in einer Fernsehwerbekampagne eine gesungene Version von Die Gedanken sind frei.[26]
- Im August 2006 veröffentlicht Achim Reichel seine Version des Liedes auf dem Tonträger Volxlieder.
- Auf der CD Volkslieder wurde das Lied in einer neuen Version mit präpariertem Klavier, Klarinette und Megaphon von Bobo in White Wooden Houses neu eingespielt.
- 2007 veröffentlicht Evelyn Fischer es auf ihrer gleichnamigen CD mit einer Sammlung von im Pop- und Jazzstil überarbeiteten deutschen Volksliedern.
- Das Quartett Maybebop veröffentlichte das Lied als A-cappella-Arrangement auf ihrer CD Superheld Live (2007) sowie auf der Konzert-DVD Ende September (2009).
- 2009 verwendete die Piratenpartei Deutschland das Lied als einen ihrer Wahlkampfslogans zur Bundestagswahl 2009.[27]
- 2010 veröffentlichte die Südtiroler Deutschrock-Band Frei.Wild ein Lied mit dem Titel Die Gedanken sind frei auf ihrem Album Gegengift. Eine Anlehnung an das klassische Volkslied ist eindeutig.
- Viele Rechtsrock-Bands veröffentlichten ebenfalls Lieder dieses Namens, z. B. Sleipnir, Sturmwehr und Ahnenkult.
- Am 10. Dezember 2010 sangen Sympathisanten des inhaftierten Schriftstellers Liu Xiaobo das Lied in englischer Sprache vor dem Gebäude, in dem Liu in Abwesenheit der Friedensnobelpreis verliehen wurde.
- Der Leiter Peter Kopp des Dresdner Kreuzchors strich im Oktober 2013 das Lied kurzfristig aus dem Programm für eine Chinatournee, um einen Eklat zu vermeiden.[28]
- Die Musikgruppe Welle: Erdball veröffentlichte auf dem 2014 erschienenen Album Tanzmusik für Roboter eine Version mit veränderter vierter Strophe.
- 2015 veröffentlichte Konstantin Wecker auf dem Album Ohne Warum eine umgetextete Version von Die Gedanken sind frei.
- Nach dem Terroranschlag auf die Redaktion des französischen Magazins Charlie Hebdo 2015 brachten elsässische Künstler mit dem Lied ihren Widerstand gegen die islamistisch motivierten Einschüchterungsversuche zum Ausdruck.[29]
- Am 21. Mai 2017 fand in Frankfurt am Main eine Solidaritätslesung für den in der Türkei im Gefängnis sitzenden Autor Deniz Yücel statt, bei der Jan Böhmermann Die Gedanken sind frei anstimmte.[30] Bei einer weiteren Veranstaltung am 23. Mai 2017 in den Münchner Kammerspielen sang er erneut vier Strophen des Liedes bei komplett abgedunkeltem Saallicht.
- Am 15. Februar 2019 wurde das Lied beim Gedenkgottesdienst für Tomi Ungerer im Straßburger Münster auf Deutsch und Französisch vorgetragen.
- Im März 2019 wurde das Lied bei mehreren Demonstrationen, im Rahmen der Proteste gegen die Urheberrechtsreform der Europäischen Union, von vielen jungen Menschen gesungen.
- 2020 nahm die deutsche Singer-Songwriterin LEA das Lied für den sechsten Teil der Kinderalbumreihe Giraffenaffen auf.[31]
- Seit 2020 wurde das Lied häufig bei Demonstrationen gegen Maßnahmen zur Eindämmung der COVID-19-Pandemie gesungen.[32]
- Am 19. März 2022 wurde vom österreichischen Duo Pizzera & Jaus beim Ukraine-Benefizkonzert We Stand with Ukraine im Wiener Ernst-Happel-Stadion eine A-Cappella-Version des Liedes gesungen. Nach der ersten Strophe im Originaltextes sangen sie eine neu gedichtete zweite Strophe.[33]
- In der 2022 veröffentlichten Netflix-Serie 1899 wurde es als Stilmittel mehrmals in der ersten Staffel gespielt.
- 2024 nahmen Die Grenzgänger Die Gedanken sind frei für ihr Wolfgang Steinitz & Inge-Lammel-Projekt auf.[34]
- Seit Juni 2025 verwendet der rechtspopulistische Nachrichtensender Nius die angedeutete Melodie im Abspann der morgendlichen Sendung.